# Apeba barauna
Apeba barauna är en skalbaggsart som beskrevs av Martins och Maria Helena M. Galileo 1991. Apeba barauna ingår i släktet Apeba och familjen långhorningar. Inga underarter finns listade i Catalogue of Life.